# Генри Гибсон
Генри Гибсон (англ. Henry Gibson, при рождении Джеймс Бейтман (англ. James Bateman); 21 сентября 1935, Пенсильвания, США — 14 сентября 2009, Малибу, США) — американский актёр.

## Биография
Генри Гибсон родился в городке Джермантаун, штат Пенсильвания (ныне район в северо-западной части города Филадельфия), в 1935 году в семье Эдмунда Альберта и Дороти Бэйтман. В детстве он посещал подготовительную школу Святого Иосифа, где был президентом Драматического клуба.
После окончания Католического университета Америки в Вашингтоне Джеймс Бейтман служил в ВВС США в качестве офицера разведки. После увольнения он занялся актёрской карьерой, выступая вначале с номером, где изображал американского поэта с южным акцентом. В то же время он взял себе псевдоним Генри Гибсон, что стало перефразированным вариантом имени драматурга Генрика Ибсена.
С 1957 по 1962 год Генри Гибсон был частым гостем на «Вечернем шоу Джека Паара», где много раз читал свои стихи. Его кинокарьера стартовала в 1963 году с небольшой роли в фильме Джерри Льюиса «Чокнутый профессор». Популярность в США приобрёл, снимаясь в телевизионном комедийном шоу «Хохмы Роуэна и Мартина» (1968—1971). Далее последовал ряд ролей в фильмах Роберта Олтмена, среди которых «Нэшвилл» (1975), где Гибсон стал исполнителем песни, написанной на его же собственные стихи, «Долгое прощание» (1973) и «Здоровье» (1980). Роль кантри-певца Хейвена Гамильтона в «Нэшвилле» принесла актёру номинацию на «Золотой глобус» и премию Национального общества кинокритиков.
Наиболее известным в широких кругах Генри Гибсон стал после роли предводителя фашистов в комедийном киномюзикле Джона Лэндиса «Братья Блюз» (1980). На рубеже 1980—1990-х годов у актёра были роли в фильмах «Чудовище в шкафу» (1986), «Предместье 1989» (1989) и Гремлины 2: Новенькая партия (1992). Он также появился в небольшой роли завсегдатая баров в драме Пола Томаса Андерсона «Магнолия» (1999).
Помимо ролей в кино Генри Гибсон часто принимал участие в озвучивание мультфильмов, среди которых «Паутина Шарлотты» (1973), «Большое кино Тома и Джерри» (1992) и «Ужасные приключения Билли и Мэнди» (2006).
Одни из последних ролей Гибсона были в фильмах «Незваные гости» (2005) и «Большой Стэн» (2008), а также в телесериале «Юристы Бостона», где у него была приметная роль судьи Кларка Брауна.
В 1966 году актёр женился на Лоис Джоан Гейгер, которая на пять лет была старше его. У супругов родилось трое детей, связавших свою карьеру с киноиндустрией. Их брак продлился до смерти Гейгер в мае 2007 года. Генри Гибсон умер спустя два года, 14 сентября 2009, от рака в своём доме в Малибу, за неделю до своего 74 дня рождения. Актёр был кремирован, а его прах захоронен в Лос-Анджелесе на Вествудском кладбище.

## Фильмография
| Год       |    | Русское название                   | Оригинальное название          | Роль                           |
| --------- | -- | ---------------------------------- | ------------------------------ | ------------------------------ |
| 1962—1971 | с  | Деревенщина из Беверли-Хиллс       | The Beverly Hillbillies        | мистер Куирт Манли / Генри     |
| 1963      | ф  | Чокнутый профессор                 | The Nutty Professor            | Гибсон, студент колледжа       |
| 1963—1966 | с  | Мой любимый марсианин              | My Favorite Martian            | Гомер П. Гибсон                |
| 1964      | ф  | Поцелуй меня, глупенький           | Kiss Me, Stupid                | Смит                           |
| 1968—1970 | с  | Моя жена меня приворожила          | Bewitched                      | Наполеон                       |
| 1973      | ф  | Долгое прощание                    | The Long Goodbye               | доктор Верринджер              |
| 1975      | ф  | Нэшвилл                            | Nashville                      | Хейвен Хэмилтон                |
| 1975—1979 | с  | Чудо-женщина                       | Wonder Woman                   | Марипоза                       |
| 1977      | ф  | Солянка по-кентуккски              | The Kentucky Fried Movie       | в роли самого себя             |
| 1977—1984 | с  | Остров фантазий                    | Fantasy Island                 | Фрэд Уэйд                      |
| 1977—1986 | с  | Лодка любви                        | The Love Boat                  | Генри Бимус                    |
| 1979      | ф  | Идеальная пара                     | A Perfect Couple               | Фрэд Ботт                      |
| 1979—1985 | с  | Придурки из Хаззарда               | The Dukes of Hazzard           | Squirt                         |
| 1979—1985 | с  | Маленький бродяга                  | The Littlest Hobo              | Джеффри Фарлей                 |
| 1979—1986 | с  | Охотник Джон                       | Trapper John, M.D.             | доктор Браунелл                |
| 1980      | ф  | Братья Блюз                        | Blues Brothers                 | Хит Нейзи                      |
| 1980      | ф  | Здоровый образ жизни               | HealtH                         | Бобби Хаммер                   |
| 1980—1988 | с  | Частный детектив Магнум            | Magnum, P.I.                   | Рональд Миллс                  |
| 1981      | ф  | Невероятно уменьшающаяся женщина   | The Incredible Shrinking Woman | доктор Эжен Норц               |
| 1981      | мф | Смурфы                             | Smurfs                         | озвучка                        |
| 1981      | ф  | Тюльпаны                           | Tulips                         | Морис Авокадо                  |
| 1982—1986 | с  | Рыцарь дорог                       | Knight Rider                   | Дональд Крейн                  |
| 1982—1990 | с  | Ньюхарт                            | Newhart                        | Тад Берроуз / Тед Харрис       |
| 1984      | с  | Она написала убийство              | Murder, She Wrote              | Гарольд Бэннер                 |
| 1985—1989 | с  | Сумеречная зона                    | The Twilight Zone              | мэр                            |
| 1986      | тф | Жар                                | Slow Burn                      | Роберт                         |
| 1987      | ф  | Внутреннее пространство            | Innerspace                     | мистер Вормвуд                 |
| 1987      | тф | Долгий путь                        | Long Gone                      | Хейл Бачман                    |
| 1987      | ф  | Чудовище в шкафу                   | Monster in the Closet          | доктор Пэнниуорт               |
| 1988      | ф  | Переключая каналы                  | Switching Channels             | Айк Роско                      |
| 1989      | ф  | Бренда Старр                       | Brenda Starr                   | профессор Герхард фон Крейцер  |
| 1989      | с  | Вокруг света за 80 дней            | Around the World in 80 Days    | кондуктор в поезде             |
| 1989      | ф  | Предместье                         | The 'burbs                     | доктор Вернер Клопек           |
| 1989—1996 | с  | Байки из склепа                    | Tales from the Crypt           | Stanhope                       |
| 1989—1997 | с  | Тренер                             | Coach                          | Тэд Тилли                      |
| 1990      | ф  | Гремлины 2: Новенькая партия       | Gremlins 2: The New Batch      | работник, уволенный за курение |
| 1990      | ф  | Послушайте завтра                  | Tune in Tomorrow...            | большой Джон Кут               |
| 1990—1991 | с  | Секретный агент Макгайвер          | MacGyver                       | Drive-Thru Customer            |
| 1990—1994 | с  | Вечерняя тень                      | Evening Shade                  | Бад                            |
| 1991      | ф  | Город сверхъестественного. Индиана | Eerie, Indiana                 | мистер Лоджпул                 |
| 1991—1996 | с  | Сёстры                             | Sisters                        | Сайрус Кэлхоун                 |
| 1992      | мф | Том и Джерри: Фильм                | Tom and Jerry: The Movie       | доктор Эпплчик                 |
| 1992—1999 | с  | Без ума от тебя                    | Mad About You                  | в роли самого себя             |
| 1993—1999 | с  | Звёздный путь: Глубокий космос 9   | Star Trek: Deep Space Nine     | Нилва                          |
| 1994      | тф | Байки из склепа                    | Vault of Horror I              | —                              |
| 1995      | мс | Городок Санто-бугито               | Santo Bugito                   | Мозмайер                       |
| 1995      | тф | Побег на гору ведьмы               | Escape to Witch Mountain       | Раветч                         |
| 1995      | ф  | Татуировка                         | Cyber Bandits                  | доктор Кнатсен                 |
| 1996      | ф  | Био-Дом                            | Bio-Dome                       | Уильям Лики                    |
| 1996      | ф  | Мать-ночь                          | Mother Night                   | Адоль Ичманн                   |
| 1996—2000 | с  | Завтра наступит сегодня            | Early Edition                  | мистер Куигли                  |
| 1997      | с  | Звёздные врата: SG-1               | Stargate SG-1                  | Марул                          |
| 1997      | ф  | Психушка                           | Asylum                         | доктор Эдварт Белличек         |
| 1997—1999 | с  | Сабрина — маленькая ведьма         | Sabrina the Teenage Witch      | судья ведьм                    |
| 1998      | ф  | Посторонний                        | Stranger in the Kingdom        | Зак Барроус                    |
| 1998—2004 | с  | Фирменный рецепт                   | Becker                         | заместитель секретаря          |
| 1999      | с  | Вспомнить всё 2070                 | Total Recall 2070              | Belasarius                     |
| 1999      | ф  | Любовь и тайны Сансет Бич          | Sunset Beach                   | Уэйн Ландри                    |
| 1999      | ф  | Магнолия                           | Magnolia                       | Терстон Хауэлл                 |
| 1999—2002 | с  | Провиденс                          | Providence                     | мистер Берри                   |
| 2000—2006 | с  | Малкольм в центре внимания         | Malcolm in the Middle          | Фрэнк Уолстон                  |
| 2001      | тф | Ирландский везунчик                | The Luck of the Irish          | Рейли О'Рейли                  |
| 2001—2004 | с  | Защитник                           | The Guardian                   | Фил Хостетлер                  |
| 2002      | ф  | Пикник у медвежонка Тэдди          | Teddy Bears' Picnic            | Клиффорд Слоан                 |
| 2002      | с  | Шпионки                            | She Spies                      | доктор Милбоу                  |
| 2004      | ф  | Не умирай в одиночку               | Never Die Alone                | директор похоронного зала      |
| 2004—2008 | мс | Бэтмен                             | The Batman                     | Багли                          |
| 2004      | с  | Нахваливание                       | Cracking Up                    | доктор Боллас                  |
| 2004—2008 | с  | Юристы Бостона                     | Boston Legal                   | судья Кларк Браун              |
| 2005      | ф  | Незваные гости                     | Wedding Crashers               | отец О'Нил                     |
| 2006      | ф  | Пойманные в ловушку                | Trapped Ashes                  | туристический гид              |
| 2007      | ф  | Большой Стэн                       | Big Stan                       | Карлик                         |